# Burfight

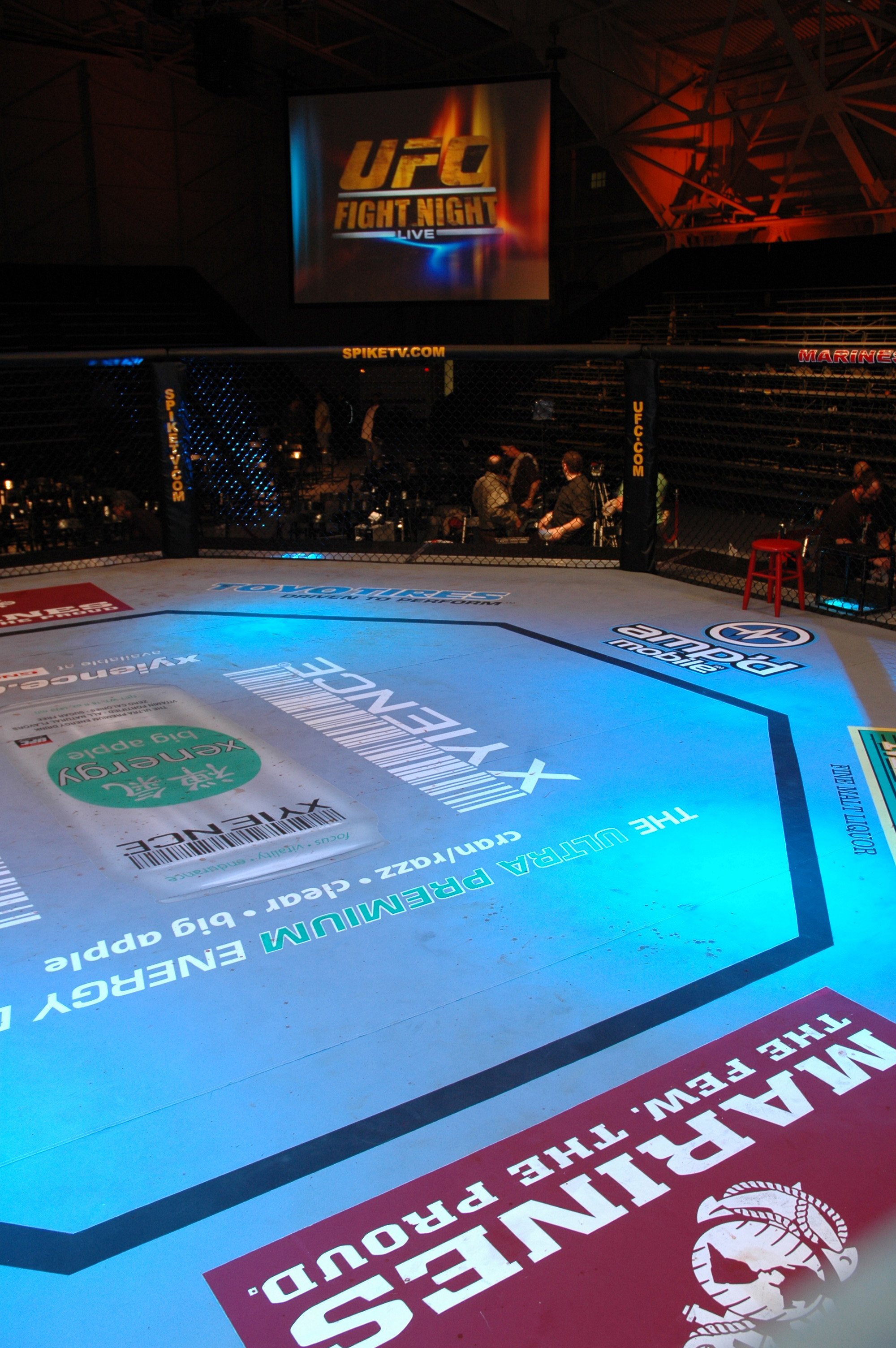
Del av en oktagon som används i burfighter.

Burfight är en kampsportsmatch som äger rum i en oktagonformad ring med stängselliknande sarg, kallas även bur. Det finns flera större galor med burfighter, till exempel Ultimate Fighting, King of the cage och Cage warriors.
Reglerna varierar, men brukar vara mycket tillåtande. Attacker mot ögon, strupe, enskilda fingrar, ryggrad och skrev brukar vara förbjudna, samt bett. Dessutom finns det fler kompletterande regler som skiljer sig mellan olika organisationer. Vinnare blir man på knockout, teknisk knock out, läkarbeslut, submission eller domslut.